# Pompiliu Gîlmeanu
Pompiliu Gîlmeanu (n. 8 februarie 1932, Buciumeni, România – d. 24 iunie 1999, București, România) a fost un regizor de film documentar și scenarist român, a cărui activitate s-a desfășurat preponderent în cadrul Studioului Cinematografic „Sahia Film”, unde, în perioada 1951-1994, a realizat peste 294 de filme documentare de lung și scurt metraj.
Regizorul Pompiliu Gîlmeanu este cunoscut pentru realizarea unor filme documentare cu teme istorice sau biografice dintre care pot fi enumerate Nicolae Titulescu, un om trăind în viitor (1983), Baladă pentru cei căzuți (1979), Meleagurile lui Brâncuși (1975), Gorunul lui Horea (1983), Omagiul romanței Ioana Radu (1987), Cornova (revedere după 60 de ani) (1994), Tezaurul României la Moscova (1994). Gîlmeanu a fost membru încă de înființare și a fost premiat de cinci ori de catre Uniunea Cineaștilor din România.

## Repere
În anul 1949, la vârsta de doar 17 ani, Pompiliu Gîlmeanu a devenit corespondent local pentru ziare ca Scânteia Tineretului și Sportul Popular, context în care autorul a redactat știri și informatii despre evenimente petrecute în județul Dâmbovița.
Despre începuturile sale în cinematografie, regizorul Pompiliu Gîlmeanu declara, într-un articol publicat în revista Flacăra din anul 1988, următoarele: "Prin vara lui 1950 m-am prezentat la întreprinderea cinematografică, undeva pe strada 30 Decembrie și, îmbrăcat în salopeta de brigadier pe care mi-o dăruise județeană U.T.M., am depus o cerere prin care solicitam sfaturi pentru a realiza filme. In același an, din 200 concurenți, am reușit al 13-lea la Institutul de artă cinematografică abia înființat."
În perioada 1951-1994, timp de 43 de ani, Pompiliu Gîlmeanu și-a desfășurat profesia de regizor și scenarist în cadrul Studioului Cinematografic „Sahia Film”, unde a semnat realizarea a peste 240 de filme documentare de lung și scurt metraj.
În anul 1952, la vârsta de doar 20 de ani, Gîlmeanu a realizat scenariul filmului documentar Daruri smulse naturii, debutul regizoral al lui Virgil Calotescu . 
În perioada 1956-1958, Pompiliu Gîlmeanu a activat și în cadrul Studioului de diafilme „Ion Creangă” din București, ocupând funcția de redactor.
În aprilie 1956, în cadrul unei petreceri ținute în casa în care Pompiliu Gîlmeanu locuia, regizorul i-a avut invitați și i-a fotografiat pe poeții Nicolae Labiș si Gheorghe Tomozei. Această întâlnire a avut loc cu opt luni înainte ca Nicolae Labiș sa moară. Ulterior, fotografiile realizate de Gîlmeanu, considerate inedite, au fost publicate în ziarul România Literară apărut în 12 decembrie 1985.
De-a lungul carierei sale cinematografice, Pompiliu Gîlmeanu a fost premiat în repetate rânduri de catre Uniunea Cineastilor din România (Asociația Cineastilor din România la vremea respectivă). În anul 1971 regizorul a câștigat pentru prima dată un premiu al acestei prestigioase instituții, acordat filmului documentar Baladă pentru cei căzuți. Gîlmeanu a fost premiat de catre Uniune și în alte câteva rânduri: în 1976 pentru filmul documentar Spirala, în 1982 pentru filmul documentar Nicolae Titulescu, un om trăind în viitor, în 1984 pentru filmul documentar Al patriei erou între eroi, precum și în 1985 pentru filmul documentar Gorunul lui Horea.
În anul 1971, documentarul Baladă pentru cei căzuți (1971), realizat de Pompiliu Gîlmeanu, a fost admis pentru participare la Festivalul cinematografic de filme documentare și de scurt-metraj de la Leipzig, editia cu numarul 14. Totusi, din motive incerte, organizatorii au fost scos în ultima clipă filmul din competiție.
Tot în 1971, în perioada 2-6 mai, la cinematograful Patria din capitală a avut loc festivalul "Zilele filmului Românesc". În cadrul acestui eveniment, printre filmele proiectate s-a numărat și documentarul Baladă pentru cei căzuți (1971), realizat de Pompiliu Gîlmeanu.
În septembrie 1977, filmul documentar Spirala (1976), în regia lui Pompilu Gîlmeanu, a fost proiectat în cadrul Festivalul internațional al filmului de educație de la Teheran, în Iran. În același an, filmul Spirala a fost proiectat și în cinematografe din Bulgaria. 
Filmul documentar Cursă de probă (1978), regizat și filmat de Pompiliu Gîlmeanu, a fost proiectat în contextul unei teme speciale despre mare și marinari, în cadrul Festivalului de film de la Szczecin, Polonia, ediția 1978. De asemenea, în același an, filmul realizat de Gîlmeanu a văzut lumina ecranului și în Cartagina, Spania, în cadrul unui eveniment cinematografic numit Săptămâna internațională a filmului naval.
Documentare realizate de către Gîlmeanu au fost proiectate sau au făcut parte din competiția Festivalului de film pentru tineret de la Costinești. Printre ele s-au numărat filmele: Nicolae Titulescu, un om trăind în viitor (1982), Al patriei erou între eroi (1984), premiat în competiție, Gorunul lui Horea (1985) si Locuri de epopee (1988).
Filmul documentar Dantele în smalț (1981), regizat de Pompiliu Gîlmeanu, a fost proiectat pe ecranele Festivalului de film de la Tampere, Finlada, ediția din anul 1981. Dantele în smalț a participat și la Festivalul filmului de scurt metraj de la Bilbao, Spania, din 1981.
În completarea activității desfășurate în cadrul studioului de film documentar Sahia Film, Pompiliu Gîlmeanu a derulat colaborări de lungă durată cu Televiziunea Română. În acest context, începând cu anul 1969, Gîlmeanu a regizat o serie de documentare de televiziune și reportaje, difuzate în cadrul unor programe specifice de către postul de televiziune național. Din această colaborare se remarcă seria "Reportaj pe glob", în care Gîlmeanu a realizat filme documentare despre mari orașe ale lumii. 
De-a lungul timpului, Gîlmeanu a redactat și publicat articole cu teme cinematografice în ziare și reviste precum Cinema, România Literară, Scânteia Tineretului, Flacăra, Luceafărul sau Contemporanul.
Filmul documentar Nicolae Titulescu, un om trăind în viitor (1983), regizat de catre Pompiliu Gîlmeanu, a fost proiectat în cadrul Visions du Réel Festival international de cinéma Nyon, editia 22 din anul 1990. 
De asemenea, filmul documentar Nicolae Titulescu, un om trăind în viitor (1983), regizat de catre Pompiliu Gîlmeanu, a fost proiectat si în cadrul Festivalului de Film din Berlin „Berlinale”, ediția 1991, cu ocazia Retrospectivei filmului documentar românesc (1898—1990).
În data de 10 august 1991, revista Magazin, cu numărul 32 (1764), la pagina 11, a publicat o listă a recordurilor naționale. La rubrica Record cinematografic, Gîlmeanu a fost creditat cu realizarea a peste 294 de filme de scurt și lung metraj (ca scenarist, comentator, asistent, regizor, autor imagine și montaj etc.). În articol se specifică faptul că filmele lui Gîlmeanu însumează 92 de ore de proiecție și peste 150 de kilometri de peliculă. Este menționat și filmul Flacără vie, ca fiind cel mai lung film al autorului (140 de minute), pentru care a primit 26 de premii.
Filme realizate de regizorul Pompiliu Gîlmeanu s-au numărat printre cele 40 de documentare proiectate la gala aniversară organizată în anul 1993, cu ocazia împlinirii a 30 de ani de la înființarea Uniunii Cineaștilor din România.
În anul 1997, Gîlmeanu a publicat volumul de versuri Dintr-o vreme..., carte apărută la Editura „Petru Maior” din Târgu-Mures.
Filmul documentar Memorandum (1979), în regia lui Pompiliu Gîlmeanu, a fost proiectat în decembrie 2013 în cadrul Festivalului INDIE al Producătorilor de Film Independenți de la Alba Iulia.
Conform unei statistici a Centrului Național al Cinematografiei publicată în anul 2017, respectiv 2020, filmul documentar Nicolae Titulescu, un om trăind în viitor (1983) a înregistrat un număr total de 1.100.269 spectatori, iar filmul documentar Omagiul romanței Ioana Radu (1987) a înregistrat un număr total de 902.408 spectatori, ambele filme fiind realizate de Pompiliu Gîlmeanu.

## Filmografie (selecție)
- Daruri smulse naturii[22] (scenariu, Sahia Film, 1952)
- Ceferiștii[81][82][83][84] (scenariu, Sahia Film, 1954)
- Livezi înflorite[85][86] (scenariu, Sahia Film, 1955)
- Aur alb[87] (scenariu, Sahia Film, 1955)
- Călătorind pe Valea Ialomiței[88][89][90] (scenariu, Sahia Film, 1957)
- Drumurile Crișanei[2] (regie, Sahia Film, 1961)
- Trei strigăte pe Bistrița[91] (asistent regie, 1962)
- 4000 de trepte spre cer[92][93][94][95][96][97] (scenariu, Sahia Film, 1963)
- Casa noastră ca o floare[98] (regizor secund, Sahia Film, 1963)
- Urcușul[99] (scenariu, Sahia Film, 1964)
- Rafinării de petrol[2] (regie, Sahia Film, 1964)
- Laminorul de țevi[100] (regie, Sahia Film, 1965)
- Energie, lumină, progres[101] (scenariu, regie, Sahia Film, 1966)
- George Coșbuc[2][102][103][104][105][106][107][108] (regie, Sahia Film, 1968)
- Imagini de pe Someș[109] (regie, Sahia Film, 1968)
- Nunta Zamfirei[109][102][106][110] (scenariu, regie, Sahia Film, 1968)
- Emil Racoviță[2][102][111][112][113] (regie, Sahia Film, 1968)
- Slatina - 600[114] (co-scenarist, co-regizor, Sahia Film, 1968)
- Ritmurile Vienei[51][52][115][116] (regie, TVR, 1969)
- Întâlnire cu delfinii[53] (regie, TVR, 1969)
- Sonde in ceață[54][55][117] (regie, TVR, 1969)
- Eminescu la Viena[118] (regie, Sahia Film, 1969)
- Oamenii și apele[2] (regie, Sahia Film, 1970)
- Românii în rezistența anfifascistă europeană[119][120] (regie, Sahia Film, 1971)
- Baladă pentru cei căzuți[2][9][10][11][121][122][123][124][106][125][29][30][31][126] (regie, Sahia Film, 1971), premii: ACIN / UCIN
- Pasiuni[127][128][129][130][131] (regie, TVR, 1971)
- Pagini de eroism[132][133] (regie, TVR, 1972)
- Craiul Munților[10][2] (regie, Sahia Film, 1972)
- Expediția[134] (scenariu, regie, Sahia Film, 1973)
- Gigantul de la gurile Dunării[10][2] (regie, Sahia Film, 1973)
- Pentru o cauză dreaptă[135] (co-regizor, Sahia Film, 1973)
- Foișorul de foc[56] (regie, TVR, 1973)
- Creație și adevăr[136] (regie, TVR, 1973)
- Teatrul Național din Craiova[57][137] (regie, TVR, 1974)
- Expediția Maris[10][2] (regie, Sahia Film, 1974)
- Meleagurile lui Brâncuși[12][10][2] (regie, Sahia Film, 1975)
- Zidurile au amintiri[2][138][139][140][141] (regie, Sahia Film, 1975), premii: Contemporania 1976
- Șoimii Carpaților[142][143][144] (regie, Sahia Film, 1975), premii: Festivalul Filmului de la Galați
- Caii[145][146] (regie, TVR, 1975)
- Spirala[26][2][106][147][148][149][150] (regie, Sahia Film, 1976), premii: ACIN / UCIN
- Flacăra vie[2][151][152] (regie, Sahia Film, 1976)
- 1907[153][154] (scenariu, regie, Sahia Film, 1977)
- Oamenii pământului[2][155][156] (regie, Sahia Film / TVR, 1977)
- Cursă de probă[157][158] (regie si imagine, Sahia Film, 1978)
- La poalele Bucegilor[10][2] (regie, Sahia Film, 1978)
- Reportaj pe glob: Japonia[58] (regie, TVR, 1978)
- Memorandum[10][2] (regie, Sahia Film, 1979)
- Constructorii[159] (regie, Sahia film, 1979)
- Linia maritimă Galați — Osaka[160][106] (regie, Sahia Film, 1979), premii: Contemporania '79
- Reportaj pe glob: Szczecin - Poznan - Varșovia[59] (regie, TVR, 1979)
- Manifest de primăvară[161] (co-regizor, Sahia Film, 1980)
- Inscripție pe albastrul mărilor[162] (regie, Sahia Film, 1980)
- Renașterea Călărașului[163] (scenariu, regie Sahia Film, TVR, 1980)
- Iubește-mi mâinile și ochii[2] (regie, Sahia Film, 1980)
- Crizantema de aur[164][165] (regie, Sahia Film, 1980), premii: Contemporania '80
- Oameni si piatră[16][2][166] (regie, Sahia Film, 1981)
- România - întâlnire cu soarele[167] (regie, Sahia Film, 1981)
- Dantele în smalț[168] (regie, Sahia Film, 1981)
- Nicolae Titulescu, un om trăind în viitor[6][7][8][169][170][4][171][27][172][36][173][174][38][175][176][106][177][178][179] (regie, scerariu, Casa de Filme 5, 1982), premii: ACIN / UCIN
- Gorunul lui Horea[13][2][14][180][43][44][45][181] (regie, Sahia Film, 1983), premii: ACIN / UCIN, Festivalul de film "Cedonia" Sibiu
- România, o epocă a împlinirii[2] (regie, Sahia Film, 1984)
- Al patriei erou între eroi[28][2][182][42][183][106] (regie, Sahia Film, 1984) premii: ACIN / UCIN, Festivalul de film pentru tineret Costinești, Cupa de cristal
- Brăila lui Panait Istrati[184] (co-regizor, Sahia Film, 1985)
- Liviu Rebreanu - romanul unei vieți[16][2][185][186][187][188][189] (regie, Sahia Film, 1986) premii: Contemporania '86
- Pe drumul înfăptuirii noii revoluții agrare[190] (regie, Sahia Film, 1987)
- Cântec pentru eroii pămintului[191] (regie, Sahia Film, 1987)
- Omagiul romanței: Ioana Radu[15][16][2][192][193][194][195][196][62][197][198] (scenariu si regie, Casa de filme 1, 1987)
- 20 de crizanteme[16][2] (regie, Sahia Film, 1988)
- Locuri de epopee[16][2][48][199][200] (regie, Sahia Film, 1988)
- Mâini nemuritoare[201][202][203] (regie, Sahia Film, 1988) premii: Contemporania '88
- E scris pe tricolor Unire[204] (co-regizor, Sahia Film, 1988)
- Județul Dâmbovița, vatră de țară, de muncă și de dor[16][2] (regie, Sahia Film, 1989)
- România la a 70-a aniversare a Marii Uniri[205][206] (co-regizor, Sahia Film, 1989)
- Pagini din cronica Marii Uniri[207][208][204] (scenariu, regie, Sahia Film, 1989), premii: Contemporania '89
- Sărbătoare la Botiza[17][2] (regie, Sahia Film, 1990)
- Italieni la București[17][2] (regie, Sahia Film, 1990)
- Participanți la Mare Unire[2] (regie, Sahia Film, 1990)
- Îndreptar al legii[17][2] (regie, Sahia Film, 1991)
- Cornova (revedere după 60 de ani)[17][2][209][210][211] (regie, Sahia Film, 1992)
- Impresii dintr-o expoziție[17][2] (regie, Sahia Film, 1992)
- O zi din istoria României[212] (regie, Sahia Film, 1992)
- Tezaurul României la Moscova[17][2] (regie, Sahia Film, 1994)
- Magazinul cinematografic românesc numărul 1/1994[213] (co-regizor, Sahia Film, 1994)
- București capitala României[213][2][214] (regie, Sahia Film, 1994)

## Premii (selecție)
- Premiile Uniunii Cineaștilor (ACIN / UCIN) 1971 - „Premiul pentru film documentar” pentru filmul documentar Baladă pentru cei căzuți[2][9][10][11][25]
- Festivalul Filmului Documentar Galați 1974 - "Premiul publicului" pentru filmul documentar Șoimii Carpaților[143]
- Premiile Uniunii Cineaștilor (ACIN / UCIN) 1976 - „Premiul pentru scenariu” pentru filmul documentar Spirala[26][2][149]
- Contemporania 1976 - „Trofeul Contemporania '76” pentru filmul documentar Zidurile au amintiri[140][215]
- Contemporania 1979 - Premiu pentru  pentru filmul documentar Linia maritimă Galați — Osaka[106][216]
- Contemporania 1980 - Premiul Special pentru filmul documentar Crizantema de aur[165]
- Premiile Uniunii Cineaștilor (ACIN / UCIN) 1982 - „Opera Prima” pentru filmul documentar Nicolae Titulescu, un om trăind în viitor[8][2][6][27]
- Festivalul Filmului Românesc de la Costinești 1983 - „Premiul special al juriului” pentru filmul documentar Al patriei erou între eroi[39][40][41][42]
- Premiul "Cupa de cristal" 1983 pentru filmul documentar Al patriei erou între eroi[106]
- Premiile Uniunii Cineaștilor (ACIN / UCIN) 1984 - „Premiul special al juriului” pentru filmul documentar Al patriei erou între eroi[28][2]
- Premiile Uniunii Cineaștilor (ACIN / UCIN) 1985 - „Premiul special al juriului” pentru filmul documentar Gorunul lui Horea[13][2]
- Contemporania 1986 - Premiu pentru  pentru filmul documentar Liviu Rebreanu - romanul unei vieți[217]
- Festivalul de film documentar "Cedonia" Sibiu 1987 - "Premiul I" pentru filmul documentar Gorunul lui Horea[181]
- Contemporania 1988 - Premiu pentru  pentru filmul documentar Mâini nemuritoare[218]
- Contemporania 1989 - „Trofeul Contemporania '89” pentru filmul documentar Pagini din cronica Marii Uniri[207][219][220]